# Liên minh Tây Âu

Liên minh Tây Âu (màu sáng) và phần còn lại

Liên minh Tây Âu (WEU) là tổ chức quốc tế và liên minh quân sự thay thế Liên minh phương Tây (WU) (bao gồm các nước Anh, Pháp, BE-NE-LUX), sau khi sửa đổi Hiệp ước Bruxelles năm 1948 vào năm 1954. Trong Chiến tranh Lạnh, Khối phương Tây bao gồm các quốc gia thành viên WEU và Hoa Kỳ là một phần của Tổ chức Hiệp ước Bắc Đại Tây Dương (NATO). Mục đích của tổ chức này được tuyên bố là nhằm đối phó với "các mối đe dọa của Liên Xô" và "ngăn chặn sự hồi sinh của chủ nghĩa phát xít Đức". Tham gia Liên minh mới này còn có Ý và CHLB Đức (Tây Đức trước đây).
Vào đầu thế kỷ 21, sau khi Chiến tranh Lạnh kết thúc, các nhiệm vụ và thể chế của WEU dần được chuyển sang Liên minh châu Âu (EU), cung cấp các bộ phận trung tâm của thành phần quân sự mới của EU, Chính sách an ninh và quốc phòng chung châu Âu (CSDP). Quá trình này được hoàn thành vào năm 2009 khi một điều khoản đoàn kết giữa các quốc gia thành viên Liên minh châu Âu, tương tự (nhưng không giống hoàn toàn) với điều khoản bảo vệ lẫn nhau của WEU, có hiệu lực với Hiệp ước Lisbon. Do đó, các quốc gia tham gia Hiệp ước sửa đổi Brussels đã quyết định chấm dứt hiệp ước đó vào ngày 31 tháng 3 năm 2010, với tất cả các hoạt động còn lại của WEU sẽ bị chấm dứt trong vòng 15 tháng. Vào ngày 30 tháng 6 năm 2011, WEU chính thức tuyên bố không còn tồn tại.